# Styloxus bicolor
Styloxus bicolor là một loài bọ cánh cứng trong họ Cerambycidae.